# Юзефово (Слупецький повіт)
Юзефово (пол. Józefowo) — село в Польщі, у гміні Слупца Слупецького повіту Великопольського воєводства.
У 1975-1998 роках село належало до Конінського воєводства.